# Hermann Leopoldi
Hermann Leopoldi   (Gaudenzdorf, 15 d'agost de 1888 - Viena, 28 de juny de 1959) va ser un compositor i estrella del cabaret austríac que va sobreviure a Buchenwald. Einzi Stolz, esposa del compositor Robert Stolz, el recordava així:
| « | <"Leopoldi va ser per a tots nosaltres una mena de criatura d'un planeta diferent. A través d'una salvació vorejant una meravella havia sobreviscut als horrors dels camps de concentració de Buchenwald i Dachau. Va mantenir la seva creença en el bé de la humanitat i es va mantenir optimista, que va donar coratge i confiança a molts en temps de dificultat."> | » |

 Hermann Leopoldi va néixer a Viena i va ser ensenyat al piano pel seu pare, un músic anomenat Leopold Leopoldi (nascut Kohn; la família va canviar oficialment el seu nom a Leopoldi el 1911 que també va buscar feina per a ell: els primers treballs de Leopoldi van ser com a acompanyant i pianista de bar. Es va casar el 1911 i va servir a la Primera Guerra Mundial, establint-se com a animador de forces. La seva primera aparició important va ser en el cabaret vienès "Ronacher" el 1916. El 1922 ell i el seu germà eren prou coneguts per obrir el seu propi cabaret, "Kabarett Leopoldi-Wiesenthal", que va desenvolupar una reputació com a centre per a intèrprets tan celebrats com Hans Moser, Szöke Szakall, Max Hansen, Fritz Grünbaum, Karl Valentin, Raoul Aslan i Otto Tressler. Després del seu tancament el 1925 Leopoldi va fer una gira, apareixent a Berlín, París, Budapest, Bukarest, Praga i Suïssa, així com a Viena.
Leopoldi va escriure la música per a alguns dels més famosos Wienerlieder (cançons sobre Viena), posant paraules de Peter Herz i Fritz Löhner-Beda entre d'altres. Després de l'arribada dels nazis a Àustria l'11 de març de 1938 – l'anomenat Anschluss – Leopoldi i la seva dona van intentar fugir de Viena amb tren, però la frontera amb Txecoslovàquia ja havia estat tancada. El 26 d'abril de 1938 Leopoldi, ja disposat a viatjar per aparèixer als Estats Units, va ser arrestat i transportat primer a Dachau i després a Buchenwald.

A Buchenwald va interpretar les seves pròpies cançons per a altres presoners, i el més famós, en resposta a un concurs iniciat pel comandant del campament, va compondre el Buchenwaldlied (cançó buchenwald) a paraules de Löhner-Beda. Introduïda per un Kapo no jueu, la cançó va ser seleccionada com a guanyadora, encara que el premi promès mai va ser distribuït. Malgrat el seu estat d'ànim i text optimista, la cançó va ser popular entre el personal del campament, així com amb els presoners. Anys més tard Leopoldi va recordar que la cançó.
| « | <"va agradar intensament al comandant del campament; en la seva estupidesa no va veure com de revolucionària era la cançó en realitat. A partir d'aquest dia vam haver de seguir la marxa matí, migdia i nit .... Rödl [el comandant del campament] li agradava ballar a la melodia, mentre que la música del campament tocava en un costat, i a l'altre costat la gent estava sent colpejada... A través de la nostra colònia de treball la cançó va ser portada als pobles circumdants, i aviat es va conèixer a tota la terra."> | » |

 Mentrestant, la seva dona havia aconseguit viatjar als Estats Units, des d'on va "comprar" la llibertat de Leopoldi amb un gran suborn. Va viatjar a Nova York, on va ser rebut pels reporters: fotografies d'ell besant sòl americà a l'arribada van fer la volta al món. Rar entre els émigrés de l'artista de cabaret, Leopoldi ràpidament va establir una carrera reeixida a Nova York, interpretant versions en alemany i anglès del seu 'Wiener Lieder', i fins i tot dirigint un cafè musical anomenat "Viennese Lantern". Aquest cafè, popular entre els nord-americans però sobretot atenent a la comunitat d'artistes que havien fugit del règim nazi, va ser segons Einzi Stolz (esposa del compositor austríac Robert Stolz) "un oasi d'autèntica Viena al centre de Nova York, on durant unes hores es podia somiar amb una Viena tan llunyana i inabastable, però que encara vivia en el teu cor".
Leopoldi i el seu nou partner Helly Möslein van tornar a Viena el 1947, on va reprendre la carrera curta el 1938, actuant i recorrent tota l'Alemanya de la postguerra, Àustria i Suïssa. En un poderós signe de l'impacte transformador que va tenir en la reconstrucció d'Àustria, el 1958 Leopoldi va ser guardonat amb la Medalla d'Or de decoració d'honor pels serveis a la República d'Àustria. Va morir a Viena d'un atac de cor el juny de 1959, a l'edat de 71 anys.
Al juny de 1984 un parc va ser nomenat en el seu honor a "Meidling", un districte vienès.

## Obres
Va escriure centenars de cançons, incloent
- Sóc un bevedor tranquil
- A Little Café Down the Street, o In einem kleinen Café in Hernals (lletra: Peter Herz)
- Schnucki, ach Schnucki (lletra: Rudolf Skutajan)
- Schön ist so ein Ringelspiel (lletra: Peter Herz)
- Powidltatschkerln (lletra: Rudolf Skutajan)

El compositor i lletrista Harry Waldau li va escriure molta lletra per les seves operetes durant els primers anys austríacs.